# آزار و اذیت بوداییان

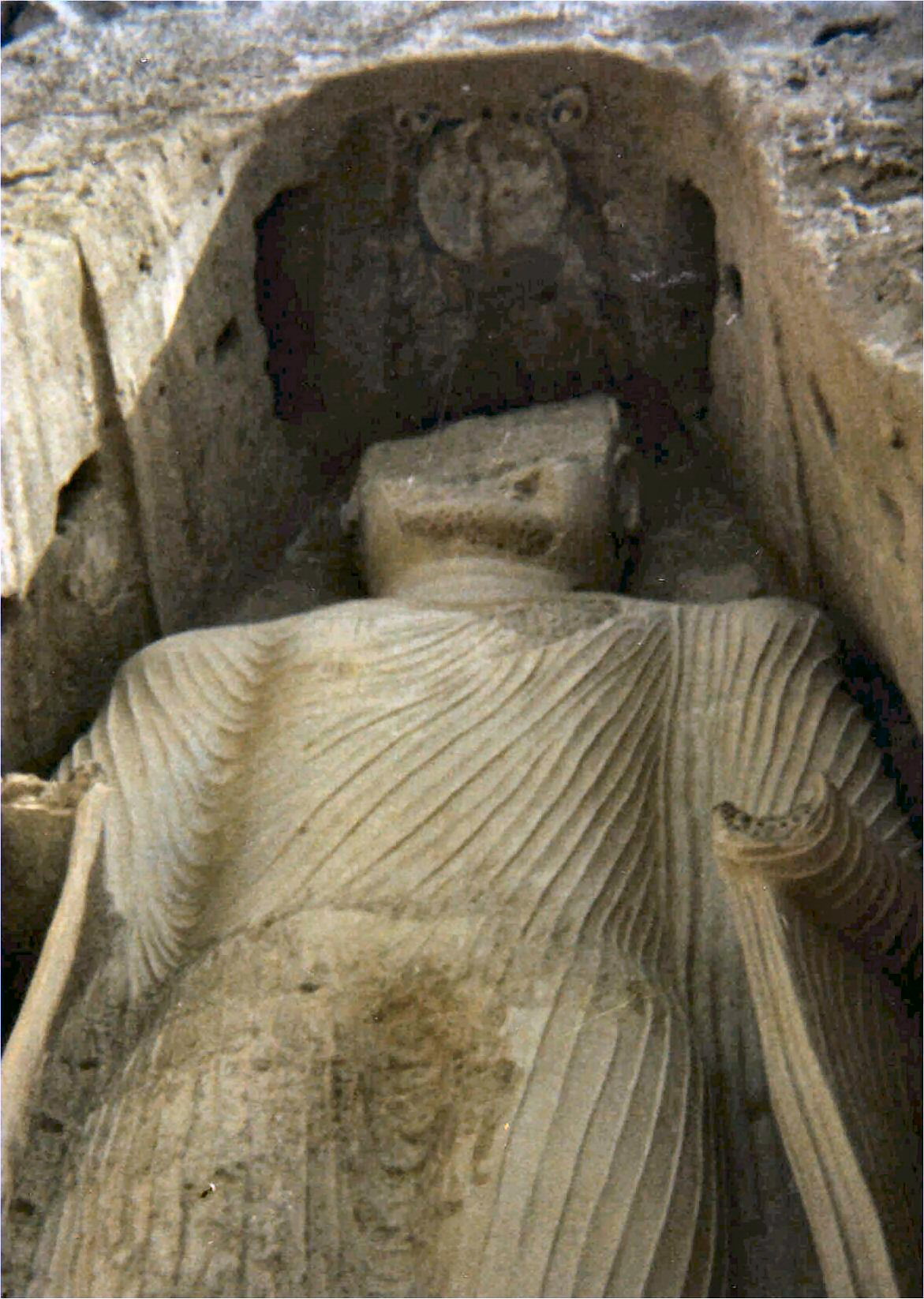
نمای نزدیک مجسمه بودای بامیان قبل از تخریب توسط طالبان

آزار بوداییان (انگلیسی: Persecution of Buddhists) به آزار بوداییان توسط غیر بوداییان و دیگر بوداییان در تاریخ بوداگرایی گفته می‌شود.